# Premi Lumière 2023
La cerimonia di premiazione della 28ª edizione dei Premi Lumière si è svolta il 16 gennaio 2023. Rivolta ai film di produzione francese distribuiti nell'anno 2022, le candidature sono state annunciate il 15 dicembre 2022.

## Vincitori e candidati
I vincitori sono indicati in grassetto, a seguire gli altri candidati.
Miglior film
- La notte del 12 (La Nuit du 12), regia di Dominik Moll
  - I figli degli altri (Les Enfants des autres), regia di Rebecca Zlotowski
  - Pacifiction - Un mondo sommerso (Pacifiction - Tourment sur les îles), regia di Albert Serra
  - Revoir Paris, regia di Alice Winocour
  - Saint Omer, regia di Alice Diop

Miglior regista
- Albert Serra - Pacifiction - Un mondo sommerso (Pacifiction - Tourment sur les îles)
  - Valeria Bruni-Tedeschi - Forever Young - Les Amandiers (Les Amandiers)
  - Dominik Moll - La notte del 12 (La Nuit du 12)
  - Gaspar Noé - Vortex
  - Rebecca Zlotowski - I figli degli altri (Les Enfants des autres)

Migliore sceneggiatura
- Dominik Moll, Gilles Marchand - La notte del 12 (La Nuit du 12)
  - Alice Diop, Marie NDiaye, Amrita David - Saint Omer
  - Louis Garrel, Tanguy Viel, Naïla Guiguet - L'innocente (L'innocent)
  - Christophe Honoré - Le Lycéen
  - Rebecca Zlotowski - I figli degli altri (Les Enfants des autres)

Miglior attrice
- Virginie Efira - I figli degli altri (Les Enfants des autres)
  - Juliette Binoche - Tra due mondi (Ouistreham)
  - Laure Calamy - Full Time - Al cento per cento (À plein temps)
  - Françoise Lebrun - Vortex
  - Noémie Merlant - L'innocente (L'innocent)

Miglior attore
- Benoît Magimel - Pacifiction - Un mondo sommerso (Pacifiction - Tourment sur les îles) 
  - Bastien Bouillon - La notte del 12 (La Nuit du 12)
  - Louis Garrel - L'innocente (L'innocent)
  - Vincent Macaigne - Chronique d'une liaison passagère
  - Denis Ménochet - As bestas

Rivelazione femminile
- Nadia Tereszkiewicz - Forever Young - Les Amandiers (Les Amandiers)
  - Marion Barbeau - La vita è una danza (En corps)
  - Hélène Lambert - Tra due mondi (Ouistreham)
  - Guslagie Malanda - Saint Omer
  - Rebecca Marder - Une jeune fille qui va bien

Rivelazione maschile
- Dimitri Doré - Bruno Reidal
  - Adam Bessa - Ḥarqa
  - Stefan Ccrepon - Peter von Kant
  - Paul Kircher - Le Lycéen
  - Aliocha Reinert - Petite nature

Migliore opera prima
- Le Sixième Enfant, regia di Léopold Legrand
  - Bruno Reidal, regia di Vincent Le Port
  - Ḥarqa, regia di Lotfy Nathan
  - I peggiori di tutti (Les Pires), regia di Lise Akoka e Romane Guéret
  - Tutti amano Jeanne (Tout le monde aime Jeanne), regia di Céline Devaux